# Danh sách di sản văn hóa Tây Ban Nha được quan tâm ở hạt Baixa Cerdanya (tỉnh Lérida)
Danh sách di sản văn hóa Tây Ban Nha được quan tâm ở hạt Baixa Cerdanya, Lleida (tỉnh).

## Các di sản theo thành phố

### B

#### Bellver de Cerdanya(Bellver de Cerdanya)
| Tên                           | Dạng            | Địa điểm                                       | Tọa độ                                        | Số hồ sơ tham khảo? | Ngày nhận danh hiệu? | Hình ảnh                                               |
| ----------------------------- | --------------- | ---------------------------------------------- | --------------------------------------------- | ------------------- | -------------------- | ------------------------------------------------------ |
| Căn nhà Valle Ingla           | Khu khảo cổ     | Bellver de Cerdaña                             |                                               | RI-55-0000313       | 02-04-1991           | Upload image                                           |
| Lâu đài Bellver Cerdaña       | Di tích Lâu đài | Bellver de Cerdaña                             | 42°22′15″B 1°46′25″Đ / 42,370882°B 1,773595°Đ | RI-51-0006277       | 08-11-1988           | Castillo de Bellver de Cerdaña · Upload image          |
| Lâu đài San Martín Castillos  | Di tích Lâu đài | Bellver de Cerdaña San Martín de los Castillos | 42°21′54″B 1°42′47″Đ / 42,365107°B 1,712941°Đ | RI-51-0006279       | 08-11-1988           | Castillo de San Martín de los Castillos · Upload image |
| Nhà thờ San Julián Pedra      | Di tích Nhà thờ | Bellver de Cerdaña Pedra (Bellver de Cerdaña)  | 42°20′42″B 1°48′38″Đ / 42,34501°B 1,810552°Đ  | RI-51-0005094       | 16-12-1984           | Iglesia de San Julián de Pedra · Upload image          |
| Nhà thờ Santa Eugenia Nerellá | Di tích Nhà thờ | Bellver de Cerdaña Santa Eugenia de Nerellá    | 42°21′32″B 1°44′07″Đ / 42,358925°B 1,735328°Đ | RI-51-0005095       | 17-12-1984           | Iglesia de Santa Eugenia de Nerellá · Upload image     |
| Nhà thờ Santa María Talló     | Di tích Nhà thờ | Bellver de Cerdaña Talló                       | 42°21′49″B 1°46′50″Đ / 42,363656°B 1,780436°Đ | RI-51-0007183       | 23-03-1993           | Iglesia de Santa María de Talló · Upload image         |
| Tháp Cadell                   | Di tích Tháp    | Bellver de Cerdaña                             | 42°21′17″B 1°47′59″Đ / 42,354816°B 1,799644°Đ | RI-51-0006280       | 08-11-1988           | Upload image                                           |
| Tháp Presó                    | Di tích Tháp    | Bellver de Cerdaña                             | 42°22′14″B 1°46′32″Đ / 42,370426°B 1,77559°Đ  | RI-51-0006278       | 08-11-1988           | Torre de la Presó · Upload image                       |

### L

#### Lles de Cerdanya(Lles de Cerdanya)
| Tên                                  | Dạng                | Địa điểm        | Tọa độ                                        | Số hồ sơ tham khảo? | Ngày nhận danh hiệu? | Hình ảnh                                |
| ------------------------------------ | ------------------- | --------------- | --------------------------------------------- | ------------------- | -------------------- | --------------------------------------- |
| Nhà Fortificada Lles                 | Di tích Lâu đài     | Lles            | 42°24′06″B 1°41′21″Đ / 42,401675°B 1,689271°Đ | RI-51-0006382       | 08-11-1988           | Casa Fortificada de Lles · Upload image |
| Lâu đài Lles                         | Di tích Lâu đài     | Lles            | 42°23′22″B 1°41′24″Đ / 42,38934°B 1,689977°Đ  | RI-51-0006381       | 08-11-1988           | Upload image                            |
| Lâu đài Llosa                        | Di tích Lâu đài     | Lles            | 42°26′33″B 1°42′07″Đ / 42,442487°B 1,701985°Đ | RI-51-0006378       | 08-11-1988           | Upload image                            |
| Lâu đài Traveseras                   | Di tích Lâu đài     | Lles Traveseras | 42°22′39″B 1°41′20″Đ / 42,377426°B 1,68889°Đ  | RI-51-0006380       | 08-11-1988           | Upload image                            |
| Lâu đài Valiella                     | Di tích Lâu đài     | Lles Valiella   | 42°24′37″B 1°41′39″Đ / 42,410382°B 1,694082°Đ | RI-51-0006379       | 08-11-1988           | Upload image                            |
| Recinto Aranser (Recinto amurallado) | Di tích Tường thành | Lles Aranser    | 42°24′23″B 1°40′21″Đ / 42,406496°B 1,672485°Đ | RI-51-0006383       | 08-11-1988           | Upload image                            |

### M

#### Montellà i Martinet(Montellà i Martinet)
| Tên                          | Dạng            | Địa điểm                     | Tọa độ                                        | Số hồ sơ tham khảo? | Ngày nhận danh hiệu? | Hình ảnh     |
| ---------------------------- | --------------- | ---------------------------- | --------------------------------------------- | ------------------- | -------------------- | ------------ |
| Lâu đài Montellá             | Di tích Lâu đài | Montellá y Martinet Montellá | 42°21′20″B 1°42′20″Đ / 42,355516°B 1,705524°Đ | RI-51-0006392       | 08-11-1988           | Upload image |
| Lâu đài Villec               | Di tích Lâu đài | Montellá y Martinet Villec   | 42°20′15″B 1°40′39″Đ / 42,337439°B 1,677589°Đ | RI-51-0007212       | 23-04-1992           | Upload image |
| Recinto Fortificado Montellá | Di tích Lâu đài | Montellá y Martinet Montellá |                                               | RI-51-0006393       | 08-11-1988           | Upload image |

### P

#### Prats i Sansor(Prats i Sansor)
| Tên                      | Dạng            | Địa điểm        | Tọa độ                                        | Số hồ sơ tham khảo? | Ngày nhận danh hiệu? | Hình ảnh     |
| ------------------------ | --------------- | --------------- | --------------------------------------------- | ------------------- | -------------------- | ------------ |
| Lâu đài Prats và Sampsor | Di tích Lâu đài | Prats y Sampsor | 42°22′02″B 1°50′23″Đ / 42,367278°B 1,839732°Đ | RI-51-0006447       | 08-11-1988           | Upload image |

#### Prullans
| Tên                               | Dạng            | Địa điểm | Tọa độ                                        | Số hồ sơ tham khảo? | Ngày nhận danh hiệu? | Hình ảnh                           |
| --------------------------------- | --------------- | -------- | --------------------------------------------- | ------------------- | -------------------- | ---------------------------------- |
| Nhà Barones (Recinto amurallado)  | Di tích Lâu đài | Prullans | 42°22′45″B 1°44′18″Đ / 42,379117°B 1,738254°Đ | RI-51-0006449       | 08-11-1988           | Casa de los Barones · Upload image |
| Bastida (Edificación fortificada) | Di tích         | Prullans | 42°24′13″B 1°43′46″Đ / 42,403721°B 1,729418°Đ | RI-51-0006450       | 08-11-1988           | La Bastida · Upload image          |